# Sult (film fra 2025)
Sult er en dansk romantisk dramafilm fra 2025 om et par, der har fertilitetsproblemer. Filmen havde premiere på streamingtjenesten Netflix den 26. februar 2025. Filmen er instrueret af Ditte Hansen og Louise Mieritz efter romanen sult fra 2022 af Tine Høeg. Sulten skal her forstås som det hul i maven, som ufrivillig barnløshed efterlader.

## Handling
Filmen handler om en succesrig forfatter og hendes charmerende kæreste, som kæmper med fertilitetsproblemer. Det sætter deres forhold på prøve, da de søger behandling.

## Medvirkende
- Joachim Fjelstrup – Emil
- Rosalinde Mynster – Mia
- Bahar Pars – journalist
- Magnus Millang – Simon
- Anders W. Berthelsen – læge
- Sarah Juel Werner

## Modtagelse
I Berlingskes anmeldelse fik filmen fem stjerner ud af seks. Anmelderen skrev, at det internationale Netflixpublikum her fik en rå og ubarmhjertig version af dansk kærlighed. Anmelderen noterede også, at filmen i løbet af kort tid var blevet streamet syv millioner gange på streamingtjenesten Netflix. I Filmmagasinet Ekko blev filmen vurderet til fire stjerner. Anmelderen mente, at der gik fis og ballade i filmen, men at den romantiske komedie i øvrigt var i trygge hænder hos instruktørerne.